# Pergaminero

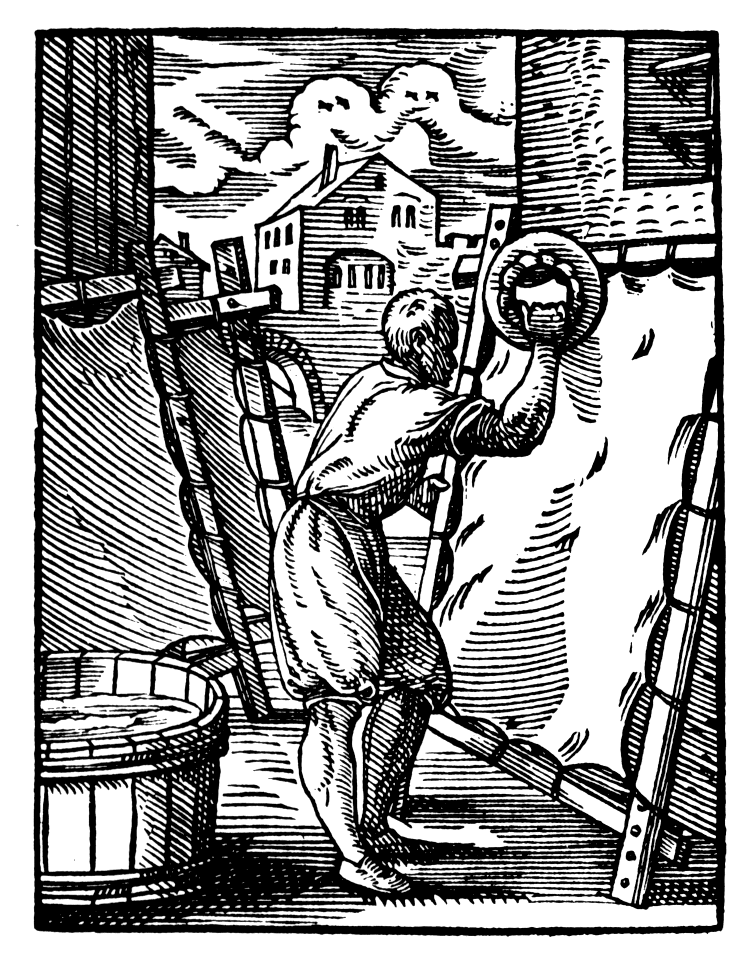
Pergaminer alemán en un grabado del.

Un pergaminero era el menestral que hacía o vendía pergaminos. Según las épocas y las comarcas el proceso de transformar las pieles en pergaminos podía ser hecho por un mismo operario o por diferentes menestrales, cada uno en una fase del proceso.

## Historia
El oficio de pergaminer está asociado con los pergaminos.
El origen del nombre de los pergaminos es la ciudad de Pérgamo, donde  había una gran producción de calidad de este material. La tradición recogida por Plini a la Historia Natural (xiii.21), según un relato atribuido a Varró dice que el pergamino fue introducido a Pérgamo bajo patronazgo de Èumenes II, puesto que Ptolemeu V había limitado las exportaciones de papiro hacia aquel país por temença que la biblioteca de esta ciudad rivalitzés con la Biblioteca de Alejandría.

## Productos

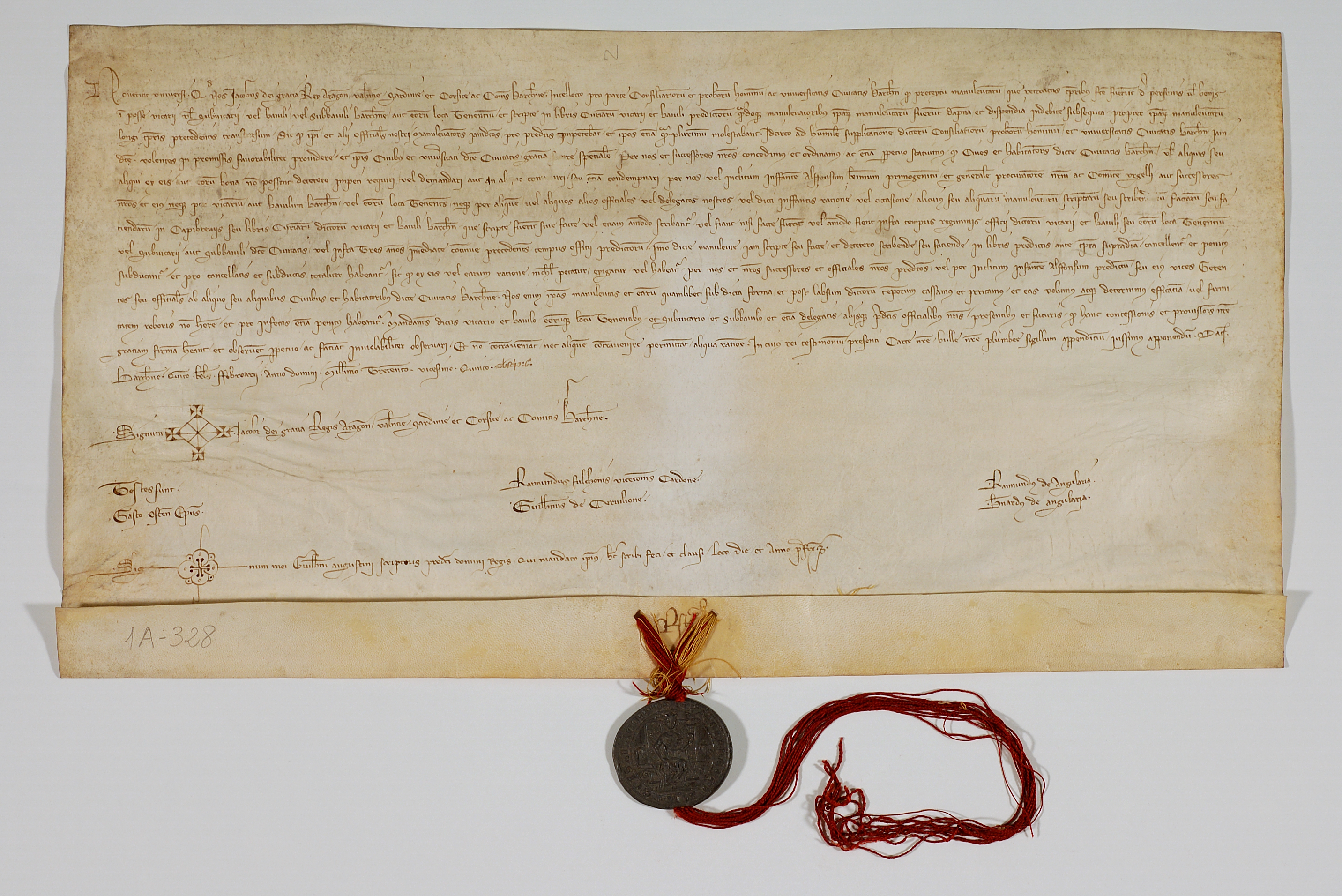
Pergaminos municipales de Barcelona. 1326.
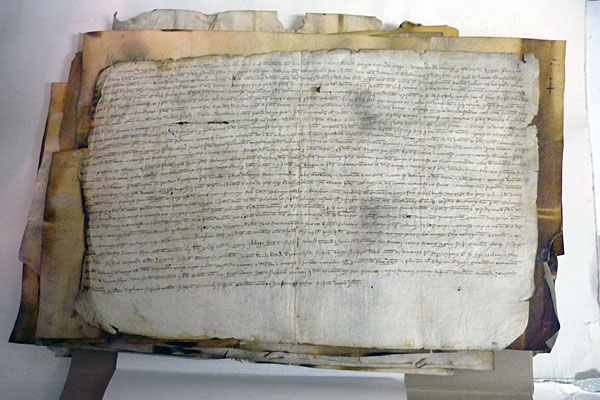
Pergamino de 1115, en el Archivo Municipal de Palafrugell
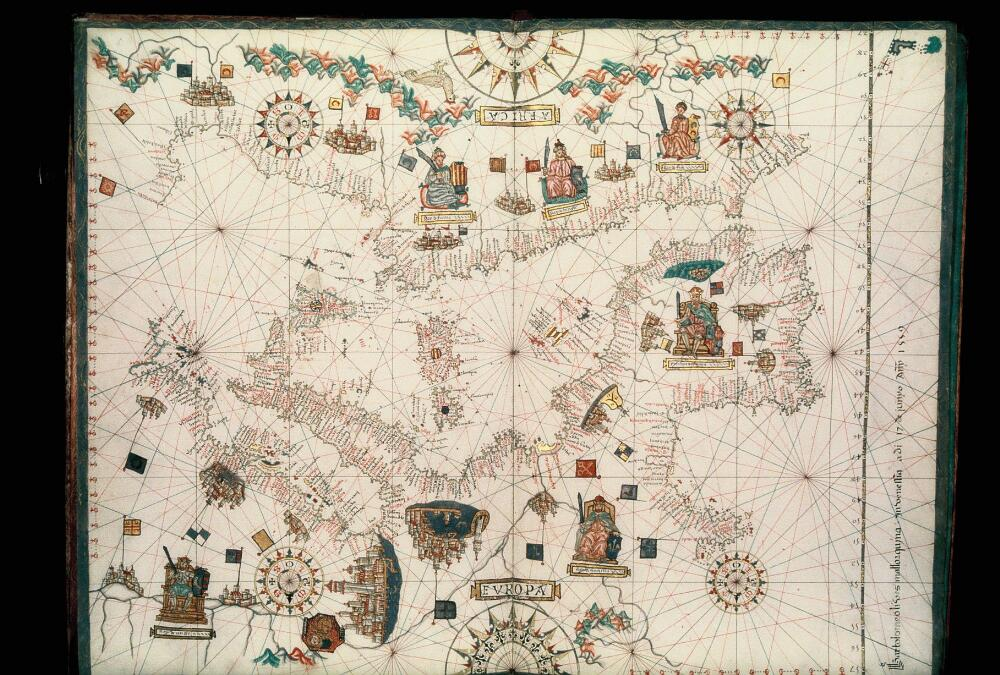
Carta portolana trazada sobre pergamino. 1559.

## Herramientas y materia primera

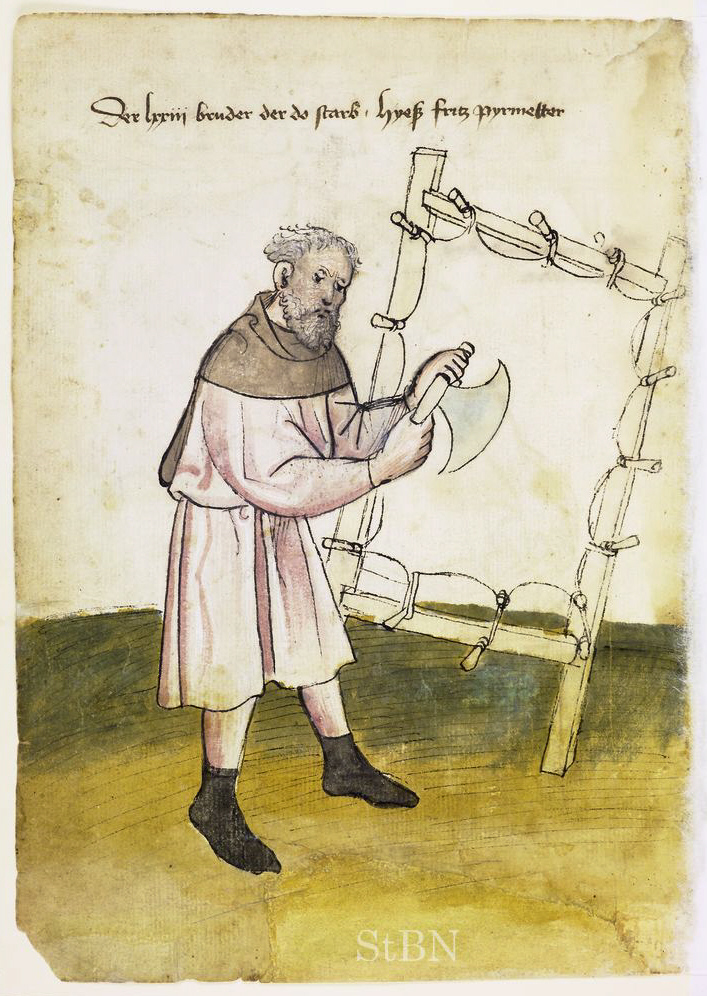
Pergaminer (membranarius, en latín), Núremberg circa annum 1425.

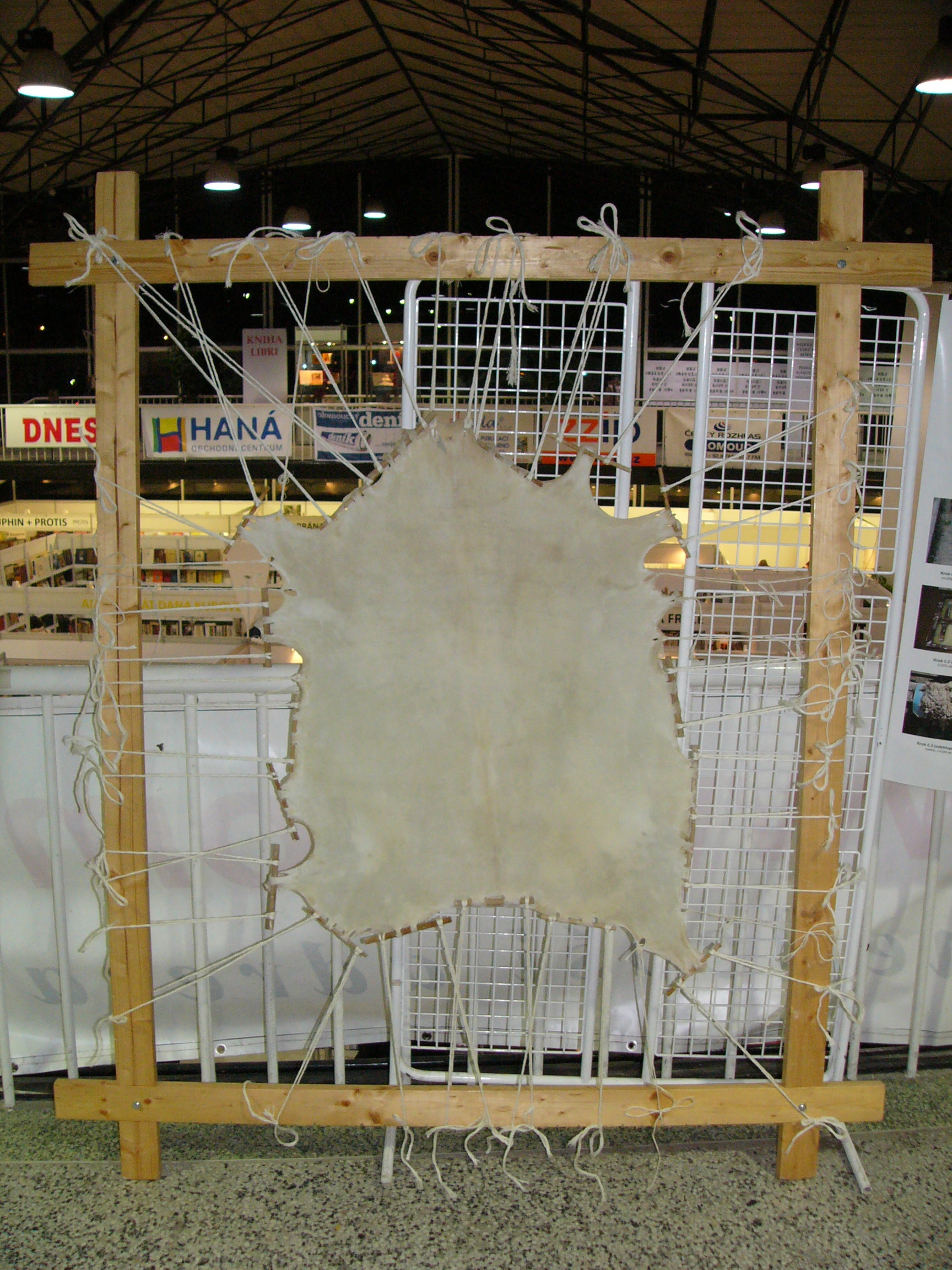
Pergamino de piel de cabra estirado en un bastidor.

La materia primera de los pergaminers eran las pieles de vaca, oveja y cabra.

### Proceso de hacer pergaminos
A partir de la piel de los mamíferos es posible obtener dos tipos de piel adobada: los cueros y los pergaminos. A diferencia de los cueros, las pieles destinadas a pergaminos solo se procesan con cal (sin emprar tanins ni otros compuestos químicos modernos).
El proceso de convertir una piel en pergamino es laborioso y difícil de resumir. A rasgos generales consta de las etapas siguientes:
- posar la piel a remojo y lavarla
- tratarla con cal
- lavar la cal
- quitar los pelos o la lana
- estirar la piel en un bastidor
- raer la piel y pulirla
- cortar la piel transformada en pergamino
- alisar y preparar la superficie (por medios mecánicos o añadiendo algún producto)

### Herramientas
Algunas de las herramientas típicas de los pergaminers son las siguientes:
- bastidor
- caballete
- raedor[3]
- bastón de encalcinar
- piedra tosca
- cuchillos y cortantes diversos

## Documentos

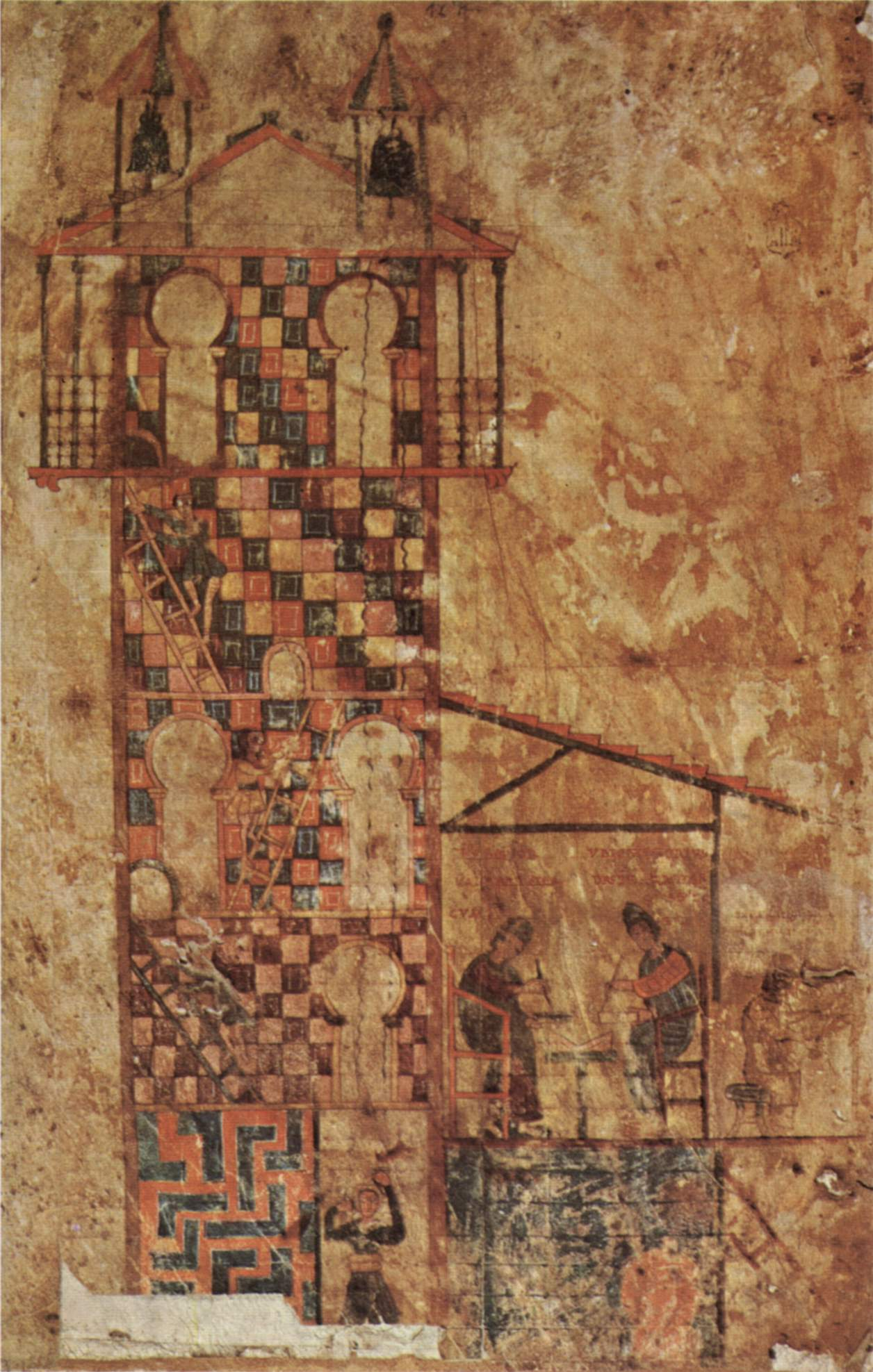
Beatus de Tábara. Pergaminer a la derecha de los dos copistas.

- 970. Beatus de Tábara. Hay una miniatura que representa la torre del monasterio de Tábara y el scriptorium del monasterio. Hay un cuarto con dos copistas y, a la derecha, un cuarto más pequeño con un pergaminer.
- 1286. “Raimundus Ruffi pergaminerius”.[4]
- 1294. Arnulphus pergamenarius.
- 1323. Dos pergaminers de Montpellier.[5]
- 1329. Estatutos de la cofradía de los pergaminers de la ciudad de Valencia.[6]
- 1330. Francesc Portillo,  pergaminer de Castelló d'Empúries.
- 1345. Jaume Brezo, pergaminer.
- 1362. Bartomeu Ferran, pergaminer.
- 1375. “Negun blanquer ne... pergaminer ne otro se quien uso de offici de blanqueria...”[7]
- 1397.[8]
- 1408. "Pergaminers" a Le Puy.[9]
- 1584."...fueron pagados al pergaminaire de Santo Hipólito...".[10]
- 1653.[11]
- 1684. “Membranarius" (latino)= “pergaminero” (castellano).[12]
- 1762. El científico francés Joseph Jêrôme Lalande publicó un tratado sobre la fabricación de pergaminos: Arte de faire le parchemin.[13]
- 1780.[14]